# Гетероліт
Гетероліт (рос. гетеролит; англ. hetaerolite; нім. Heterolit m) — мінерал з групи шпінелі, оксид цинку і марганцю координаційної будови; утворює ряд з гаусманітом.
Названий від грецького ὲτερος (етерос) — супутник.

## Загальний опис
Хімічна формула: ZnMn2O4. Містить (%): ZnO — 34,02; Mn2O3 — 65,98.
Сингонія тетрагональна.
Кристали дипірамідальні. Волокнистий.
Твердість 6-6,5.
Густина 5,2.
Колір темно-коричневий до чорного, риска темно-коричнева.
Прозорий в тонких уламках.
Зустрічається в родовищах цинку і марганцю Стерлінґ-Гілл (штат Нью-Джерсі, США).
Синонім — гідрогетероліт.